# Noorvik
Noorvik és una població dels Estats Units a l'estat d'Alaska. Segons el cens del 2007 tenia 656 habitants.

## Demografia
Segons el cens del 2000, Noorvik tenia 634 habitants, 136 habitatges, i 113 famílies La densitat de població era de 255 habitants/km².
Dels 136 habitatges en un 58,1% hi vivien nens de menys de 18 anys, en un 51,5% hi vivien parelles casades, en un 18,4% dones solteres, i en un 16,9% no eren unitats familiars. En el 14,7% dels habitatges hi vivien persones soles l'1,5% de les quals corresponia a persones de 65 anys o més que vivien soles. El nombre mitjà de persones vivint en cada habitatge era de 4,66 i el nombre mitjà de persones que vivien en cada família era de 5,19.
Per edats la població es repartia de la següent manera: un 44,5% tenia menys de 18 anys, un 10,6% entre 18 i 24, un 26,2% entre 25 i 44, un 11,5% de 45 a 60 i un 7,3% 65 anys o més.
L'edat mediana era de 21 anys. Per cada 100 dones hi havia 135,7 homes. Per cada 100 dones de 18 o més anys hi havia 134,7 homes.
La renda mediana per habitatge era de 51.964 $ i la renda mediana per família de 52.708 $. Els homes tenien una renda mediana de 34.750 $ mentre que les dones 24.583 $. La renda per capita de la població era de 12.020 $. Aproximadament el 9,4% de les famílies i el 7,6% de la població estaven per davall del llindar de pobresa.

## Poblacions més properes
El següent diagrama mostra les poblacions més properes.